# كينيث كونبوي
كينيث كونبوي (بالإنجليزية: Kenneth Conboy) هو محامي وقاضي أمريكي، ولد في 1938 في نيويورك في الولايات المتحدة.